# کروسا
کروسا (به ایتالیایی: Crosa) یک کومونه در ایتالیا است که در استان بیه‌لا واقع شده‌است.

## خصوصیات
کروسا ۱٫۰ کیلومترمربع مساحت و ۳۳۲ نفر جمعیت دارد.